# The Neverhood
The Neverhood (Klaymen Klaymen en Japón) es un videojuego lanzado en 1996 para PC, basado en técnicas claymation, creado por el animador Doug TenNapel y lanzado por Dreamworks Studios. Es un juego de aventuras. Cada cuadro de la animación fue capturado imagen a imagen.
Debido a la extraña mezcla de locura y originalidad, absurdos personajes y su extraña música, gracias al compositor Terry Scott Taylor, este juego ha llegado a ser un juego de culto hasta la actualidad, a pesar de que está descatalogado desde hace bastante tiempo. En 2006, aún hay numerosos sitios de fanes devotos al juego. Su banda sonora, Imaginarium: Songs from the Neverhood, aún continúa vendiéndose bastante bien.
A pesar de su apariencia infantil, el juego es bastante complicado, requiriendo en varios puntos el uso de papel para la resolución de sus acertijos, basados en colores, notas, secuencias de símbolos y acertijos del estilo. The Neverhood es aún considerado uno de los juegos más difíciles de aventuras. Aunque fue popular en las audiencias infantiles, el juego estaba pensado para mayores de 17.
Una peculiaridad del juego es que sólo hay un punto en el que el protagonista puede morir. Lugar que además aparece señalado.
The Neverhood recibió buenas críticas, pero no fue un éxito de ventas. A mitades de los 90 los juegos de aventuras ya estaban en declive. Muchos otros juegos de aventuras de la época, como Grim Fandango también recibieron buenas críticas y malas ventas. The Neverhood acabó en la lista oficial de Microsoft de juegos infravalorados.
Una secuela del videojuego fue lanzada en 1997-1998 para la consola PlayStation de Sony. El juego en cuestión se titulaba SkullMonkeys, y fue un plataformas en lugar de un juego de aventuras.

## Personajes
Klaymen es el protagonista de la historia. Lo controlas a través de las aventuras en The Neverhood, resolviendo puzles y avanzando por el pequeño mundo. Es muy curioso y amigable. Klaymen se convierte en el héroe del Neverhood y del Planeta Idznak. Acaba salvando al creador del Neverhood, Hoborg, de una larga y pesada siesta, arruinando los malvados planes de Klogg, su hermano. Tiempo después, Klaymen es llamado al Planeta Idznak por un Skullmonkey, Jerry-O. Enseguida averigua que Klogg acabó en el Planeta Idznak para completar su venganza contra el Neverhood. Klaymen libera a los SkullMonkeys del plan de Klogg y destruye el Evil Engine No.9 (Malvado Motor N.º 9).
Klogg es una criatura de plastilina creada por Hoborg, como compañero. Aunque bueno en un principio, su envidia le llevó a robar la corona de Hoborg, convirtiéndose en un malvado rey. No parará ante nada intentando hacer que fracases en tu búsqueda.
Hoborg es el creador de The Neverhood. También dio la vida a Klaymen y al malvado Klogg. Hoborg significa 'Gran Corazón'. Junto con Willie Trombone y Big Robot Bil, tuvo una larga aventura en busca de la mejor plastilina del universo. Esta plastilina era inmune al tiempo, siendo perfecta para la creación del Neverhood. El primer hijo que hizo fue Klogg, que quiso ser el rey y robó la corona a éste. Sin la corona, Hoborg se sumió en un profundo sueño, del que difícilmente despertaría. Por suerte, una semilla de la vida escapó de la atención de Klogg. Willie usó dicha semilla, que acabó dando forma a Klaymen, el héroe que salvaría a Hoborg y al Neverhood del malvado Klogg. Al final del juego, Klaymen recupera la corona y la coloca sobre Hoborg. Éste acabó tan encantado que formó toda una civilización con las semillas restantes.
Willie Trombone es el mejor amigo de Klaymen, y el responsable de su creación. Willie proporciona numerosas pistas a lo largo del juego, ayudando en la medida de lo posible a resolver los acertijos. Willie tiene miedo de Klogg y desea ayudar a Klaymen, pero algunos oscuros seres lo pondrán en peligro...
Big Robot Bil es el compañero de Willie. Es enorme, poderoso, pero tan sólo desea acariciar a su oso de peluche. Fue uno de los robots creados por Ottoborg. Hubo tres de ellos: Appie, Togor y Bil. A Bil se le daba bien construir. Cuando el mundo de Ottoborg se rompió en pedazos, Bil conoció a Willie Trombone. Más tarde encontraron a Hoborg, y le ayudaron a encontrar la mejor plastilina del universo. Como agradecimiento, Hoborg le regaló un osito azul de peluche, que Bil adora desde entonces. Willie y Bil permanecieron en el mundo de Hoborg, The Neverhood. Pero Klogg se apoderó del mundo y encerró a Bil en una prisión. También volvió a Bil malo, tras mover una palanca de 'bueno' a 'malo' dentro de su cuerpo. Pronto Klaymen vino al rescate, restaurando todo pero reventándole la cabeza. Pero Klogg, que lo estaba viendo todo, mandó a Clockwork Beast para parar a ambos. Bil derrotó a la bestia con ayuda de Klaymen. Su peluche se rompió en el proceso, gracias a los Bear Retrieval Units. Cuando Bil estaba abriendo la puerta del castillo, Klogg disparó el cañón dañándole el cuerpo, y acabó cayendo al inmenso vacío sideral con Willie a bordo. Ambos regresaron a salvo gracias a Hoborg. Willie aparece en Skullmonkeys, y Bil se quedó en el Neverhood como protector en ausencia de Klaymen.
Los Bear Retrieval Unit fueron mandados por Clockwork Beast para capturar el osito de Bil. Carecen de ojos, pero tienen picos, llevan gorros rojos y conducen un todoterreno con un arpón preparado para cazar ositos.
Clockwork Beast, una bestia mecánica creada por Klogg para proteger su castillo. Es del tamaño de Big Robot Bil, y se parece a su tropa de ositos, salvo por su cuerpo mecanizado, sacado de la chatarra. Fue lanzado para parar a Big Robot Bil en su intento de alcanzar el castillo junto a Klaymen y Willie. Derribó a Bil y destrozó su osito, liberando la furia del robot, que acabó echándolo al espacio sideral.

## The Neverhood Hall of Records
The Neverhood Hall of Records es una larga pared de 38 pantallas, contando la historia de The Neverhood Chronicles, de un modo bíblico. Esta pared perteneció a Quater, la creación de Father. Quater, como Father ordenó, grabó la historia en estas paredes. Hubo siete paredes de plastilina, dadas a cada uno de los hijos de Quater. Una de ellas se encuentra en el Neverhood, en el Hall of Records. La historia se interrumpió cuando Klogg tomó el poder de Hoborg. El texto completo de The Neverhood Hall of Records está disponible en línea en la página web bajo el nombre nomoretangerines.com .

## Banda sonora
La música de The Neverhood fue compuesta por Terry Scott Taylor, dándole a todas las melodías un toque absurdo y memorable. También incluye gritos, ruidos y voces de todo tipo. Dicha banda sonora fue lanzada en el álbum Neverhood Songs, y posteriormente en el recopilatorio Imaginarium: Songs from the Neverhood, que incluía también las melodías de SkullMonkeys y aquellas de BoomBots del autor.
Lista de melodías de Neverhood Songs:
- Klaymen Shuffle
- Olley Oxen Free
- Everybody Way Oh!
- Rock n' Roll Dixie
- Cough Drops
- Skat Radio
- Lowdee Huh
- Klaymen's Theme
- Operator Plays A Little Pingpong
- José Feliciano
- Homina Homina
- Potatoes, Tomatoes, Gravy, And Peas
- Triangle Square
- Dum Da Dum Doi Doi
- Southern Front Porch Whistler
- Confused And Upset
- The Neverhood Theme
- The Weasel Chase
- Pulling Of The Pin
- The Battle Of Robot Bil
- Klogg's Castle
- Time To Goof Off
- Klaymen Takes The 'A' Train
- Low Down Doe
- Gargling Drummer
- Resolution #8
- An Elf Sings His ABC's
- Thumb Nail Sketch
- I'm Thirsty, I Need Wahwah
- Sound Effects Record #32
- The Laughing, Crying, Screaming Masses
- Sound Effects Record #33
- B3, B.C.
- Coffee And Other Just Desserts
- Spring Has Sprung
- Chiming In
- Scary Robot Man
- Playing Pool In Outer Space
- Down In The Mines

## Curiosidades
- Una versión para PlayStation del juego de PC fue lanzado en el mercado japonés, bajo el nombre de "Klaymen Klaymen". El nombre del juego SkullMonkeys, por tanto, se denominó "Klaymen Klaymen 2". Siguiendo la secuela, otro juego japonés salió para la misma consola, llamado "Klaymen Gun-Hockey". Este juego es una variante del Air Hockey, jugado con armas en lugar de paletas. No fue realizado por el equipo de "The Neverhood" y no está hecho con claymation.
- En una traducción no oficial rusa se cambió la historia contada en "The Neverhood Hall of Records" por historias inventadas.
- Klaymen es un luchador secreto en el juego Boombots, también realizado por el equipo "The Neverhood".

## Juegos relacionados
- SkullMonkeys, secuela del videojuego para PlayStation. El estilo de juego cambia radicalmente, pasando a ser un juego de plataformas.
- BoomBots, videojuego de peleas realizado por el mismo equipo.

Los tres juegos fueron hechos usando la misma técnica.